# Xã Smith, Quận Dallas, Arkansas
Xã Smith (tiếng Anh: Smith Township) là một xã thuộc quận Dallas, tiểu bang Arkansas, Hoa Kỳ. Năm 2010, dân số của xã này là 169 người.